# A六番女学校
A六番女学校（エーろくばんじょがっこう、英: Presbyterian Mission Female Seminary）は、長老派ミッションによる明治時代の女子のミッションスクール。

## 概要
女子学院中学校・高等学校の源流の一つである。長老派女学校ともいわれた。1876年の廃校になるが、原女学校（はらじょがっこう）という名前で再建される。

## 歴史
1869年（明治2年）、アメリカ合衆国ウェストバージニア州ウィーリングの小学校教師・ジュリア・カロザース（ジュリア・ドッジ）はアメリカ合衆国長老教会の宣教師クリストファー・カロザースと結婚し、同年7月27日に来日した。カロザースは横浜居留地39番の長老教会宣教師館に滞在し、デイヴィッド・タムソンとエドワード・コーンズと一緒に、東京の視察を行った。大学南校の教頭のグイド・フルベッキ宣教師の助言を聞いて、東京の伝道に力を注ぐことになった。
ジェームス・カーティス・ヘボンとカロザース夫妻が東京に出て、築地雑居地域の南小田原町の日本家屋を賃貸し、10月にカロザース夫妻は東京に移住した。築地の日本家屋を改修して住み始めると、伊澤修二ら若者達がジョン万次郎の代わりの英語教師として、英語の指導を求めて訪ねてきた。そこで、東京における最初のミッションスクール「カロザース塾」が開始された。
1870年（明治3年）6月2日、築地外国人居留地の第1回競貸しが行われ、在日ミッションは築地の沿岸部の6番地375坪を、タムソンとカロザースの連名で購入した。そこに、カロザース夫妻は2棟の宣教師館を建設した。1870年10月に完成し、夫妻はそこに住むことになる。1871年（明治4年）2月にジュリアが体調を崩して、アメリカに一時帰国する。一時帰国中にジュリアは日本の女子教育の使命を抱いた。1872年（明治5年）3月5日にジュリアが再来日すると、千村五郎が2人の少女を連れてきた。この2人の少女からジュリアの女学校が始まった。
1872年（明治5年）4月3日、銀座大火がある。関連する火事で6番地の宣教師館が焼失する。避難生活の後1ヶ月後にバラックを建てて戻り、1873年（明治6年）2月に築地居留地6番のミッション・ロットに自宅用のA棟、他の宣教師用のB棟を再建した。さらに、ミッションの同意を得ないまま、小会堂兼教室と石造りの倉庫を建設した。自宅用A棟で女子生徒10名を集めて女学校を再開する。これが、A六番女学校と呼ばれるようになる。この頃、出口せいも6番館に寄宿し、ジュリアの薫陶を受けた。
1874年（明治7年）、ジュリアの女学校A・六番女学校が長老教会フィラデルフィア婦人伝道局に加入し、女学校もその管轄になった。23名の生徒がおり長老派女学校 (Presbyterian Mission Female Seminary) と呼ばれた。
1873年（明治6年）に来日し6番B棟に入居した、メアリー・パークとケイト・ヤングマンが長老教会ニューヨーク婦人伝道局の援助で、女子寄宿学校 (The Girls Boarding School) を開校した。あるいは、B六番女学校（のちの新栄女学校）と呼ばれるようになる。
メアリー・パークは5月に東京基督公会（新栄教会）のタムソンと結婚したので、女子寄宿舎はタムソンの新栄教会と結びつくようになった。
そこで、カロザースとヤングマンに感情的な対立が生じた。カロザースは在日長老ミッションと関係する長老派女学校の正当性を主張して、ヤングマンの女子寄宿学校に廃校を迫った。
1876年（明治9年）1月4日、築地居留地6番で行われた在日ミッションの長老会で、「耶蘇」に日本語表記の問題で対立して、カロザースがミッションを辞任することになった。
夫妻がミッションを辞任することで、長老派女学校の生徒は退学を希望して廃校になった。ジュリアの勧めで2人がヤングマンの女子寄宿学校へ転校したが、他の生徒は日本独立長老教会に加入したので、教会附属の女学校を開くことになり、原胤昭、戸田欽堂らの出資により、銀座三十間堀に校舎を購入し、ジュリアを教師に招いて、1876年に新しい女学校が開設した。最初は、成樹学校となり後に校主の名前をとって原女学校となった。
1878年（明治11年）、原女学校は新栄女学校（旧 B六番女学校あるいは女子寄宿学校）と合併する。
さらに1890年（明治23年）には櫻井女学校と合併して校名を「女子学院」に改める。校舎を新築移転、矢嶋楫子が初代院長となった。
1920年（大正9年）、高等部が東京女子大学に統合されるが、中等部分は女子学院中学校・高等学校として今日も存続している。